# St. Kunibert (Sorsum)

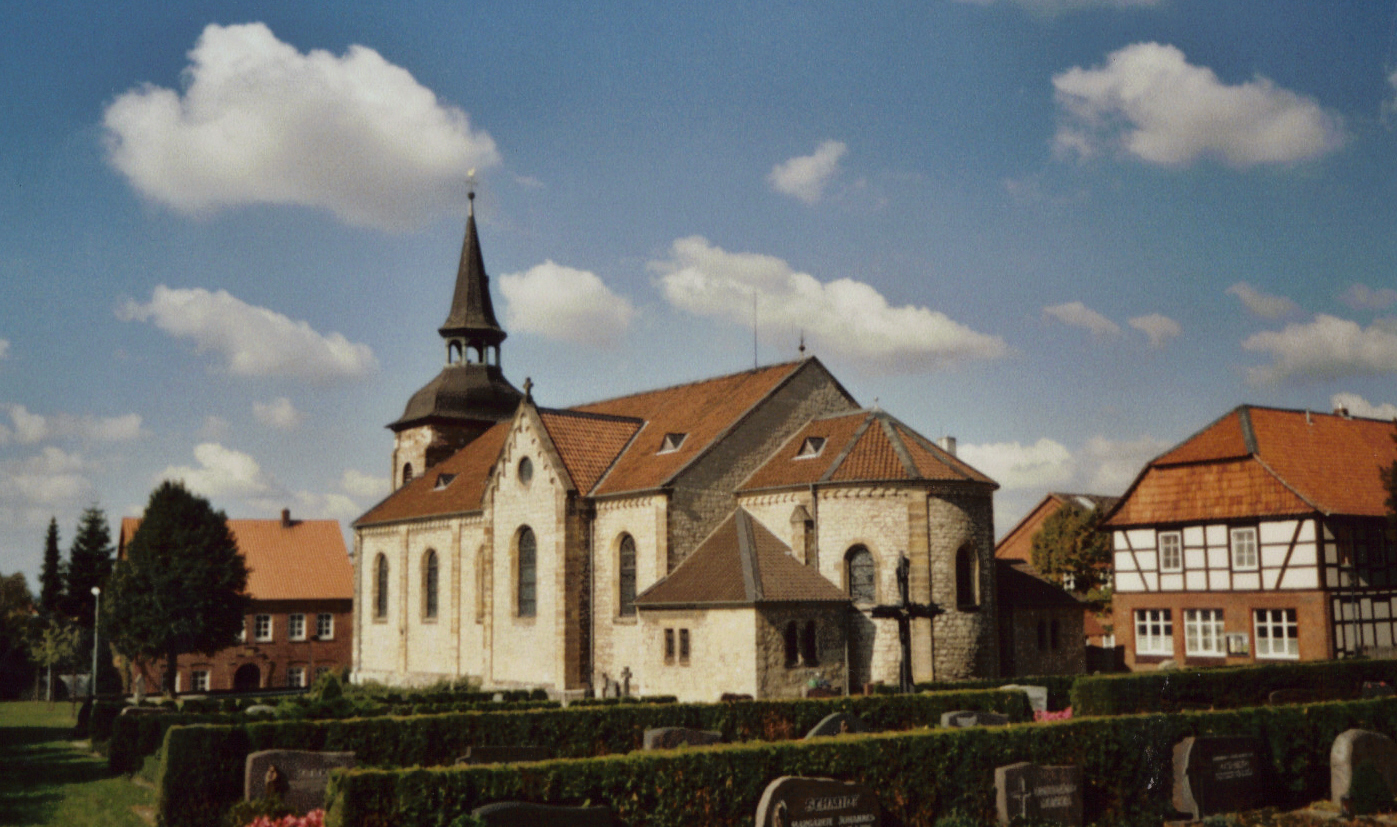
Außenansicht

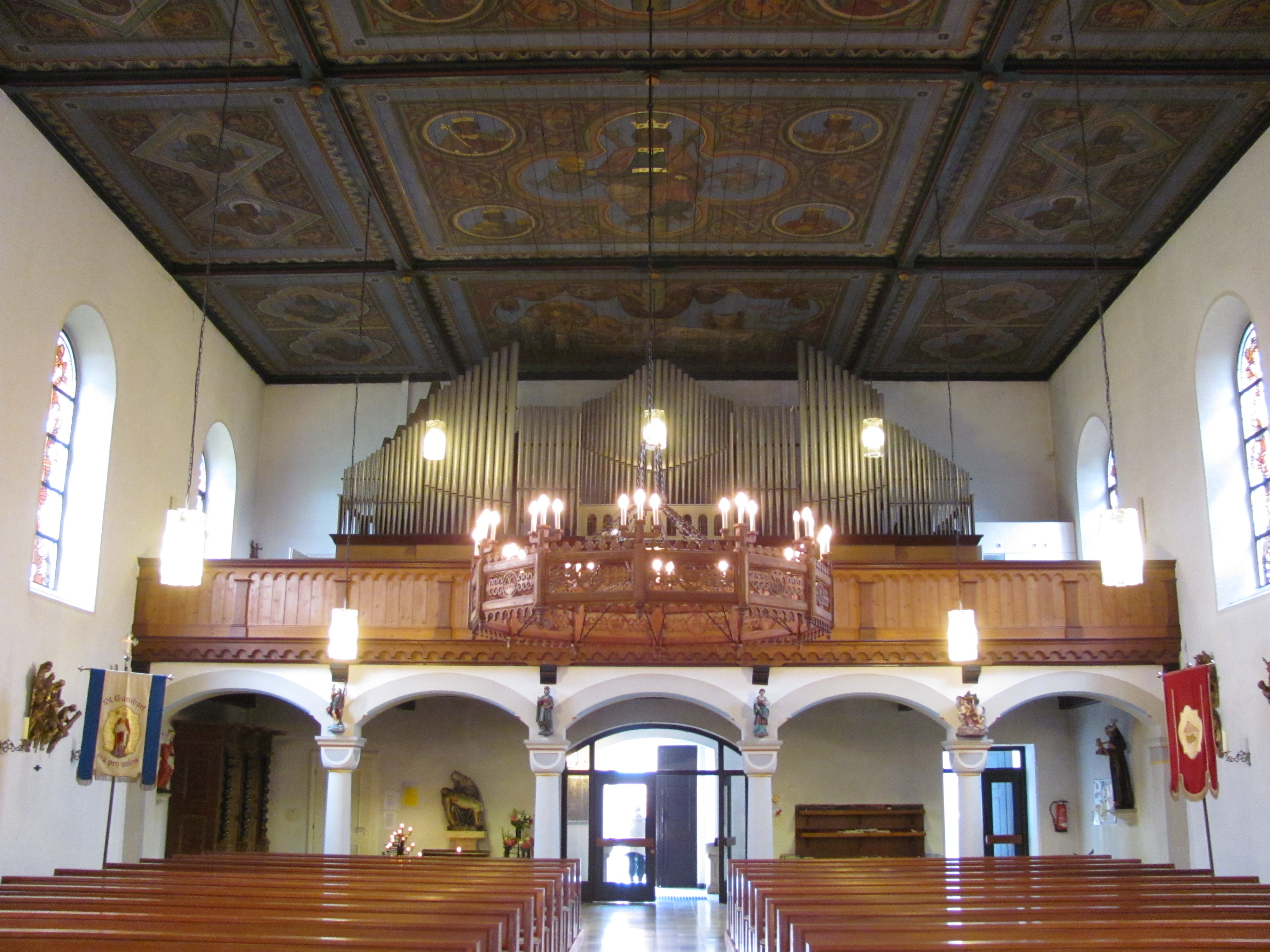
Blick zur Orgelempore

St. Kunibert ist eine römisch-katholische Kirche im Hildesheimer Ortsteil Sorsum Sie gehört heute zur Pfarrgemeinde St. Martinus Hildesheim – Katholische Kirche im „Güldenen Winkel“ im Dekanat Hildesheim des Bistums Hildesheim.

## Geschichte
Mit der Gründung des  Augustinerklosters Marienrode von 1125 übertrug Bischof Berthold I. von Alvensleben seiner Stiftung auch Grundbesitz in Sutterem. Dieser Erwähnung von Sorsum folgten später umfangreiche Schriftstücke, die den Kauf und Verkauf oder Tauschbesitz in Sorsum, u. a. an das Godehardikloster (1156), an das Andreasstift (1219), jedoch vor allem an das Magdalenenkloster in Hildesheim, das später den größten Grundbesitz in Hildesheim besaß, dokumentieren.
Nachrichten über den Bau einer Kapelle in Sorsum während des Mittelalters fehlen. Als gesichert gilt, dass die Siedlung keine selbstständige Pfarrei war, sondern eine dörfliche Kapelle, die als Filialkirche an die Pfarrkirche St. Martinus in Emmerke gebunden war. St. Martinus wiederum gehörte in den Hildesheimer Bann des Altklosters auf dem Moritzberg. Der dortige Archidiakon übte danach die Patronatsrechte über St. Martinus in Emmerke und damit wahrscheinlich auch die über die Kapelle in Sorsum aus. 
Das spätere Patrozinium von St. Kunibert bleibt für das Mittelalter ebenfalls umstritten. Die Kapelle in Sorsum wäre im ganzen Bistum Hildesheim das einzige Gotteshaus gewesen, das während des Mittelalters dem Heiligen Kunibert geweiht gewesen wäre. Eine mögliche Beziehung könnte jedoch zwischen dem ehemaligen Archidiakon des Bannes Altkloster Propst Cuno bestehen, der unter Bischof Hezilo von Hildesheim Propst des Stift Hildesheim war. Eine Förderung oder Unterstützung zum Kirchbau in Sorsum durch Propst Cuno, der möglicherweise mit dem Patrozinium an seinen Namensvetter, den Heiligen Bischof Kunibert, erinnern wollte, kann daher nicht ausgeschlossen werden.
Wie die Emmerker Pfarrei St. Martinus gehörte auch die Siedlung Sorsum politisch zum Amt Steuerwald. Im gesamten Amt hatte Herzog Adolf von Holstein ab 1557 die Reformation eingeführt.  Von 1567 bis 1609 wurden Emmerke und Sorsum von einem Geistlichen betreut, dessen katholische oder lutherische Konfession nicht eindeutig feststellbar ist. Dieser Pfarrer namens Johannes Licius wurde jedoch nach Abschluss der kirchlichen Visitation abgesetzt und die Pfarrstelle Emmerke mit einem katholischen Amtsinhaber besetzt. 
Nach dem Regierungsantritt des Fürstbischofs Maximilian Heinrich von Bayern stiftete der Propst des Madalenenklosters, Caspar Leonis, der Filialkirche Sorsum 200 Gulden, durch die es dem Hildesheimer Fürstbischof möglich war, Sorsum mit Urkunde vom 27. April 1652 von der Mutterpfarrei in Emmerke zu trennen und ihr den Status einer Pfarrei zu verleihen. Das Patronatsrecht übte aber das Magdalenenkloster aus, welches seit dem Mittelalter über zahlreichen Grundbesitz in Sorsum verfügte.
Von 1651 bis 1665 wurde die Landseelsorgestelle durch den Jesuitenorden geleitet und seelsorglich betreut. Der Reformorden hatte die katholischen Religionsverhältnisse wieder gefestigt, das bestätigt auch der Visitationsbericht aus dem Jahre 1657.
Das Gotteshaus wurde im Jahre wurde im Jahre 1706 vergrößert. Einen Turm erhielt die Kapelle 46 Jahre später.
Der Strukturwandel mit der einsetzenden Technisierung in der Land und Forstwirtschaft, die Sorsum im 19. Jahrhundert prägte, führte zum Anstieg der Einwohnerzahlen. Daraus ergab sich die Notwendigkeit der Vergrößerung der Kirche, die für 1874 geplant war. Der Ausbau der Kapelle, unter Beibehaltung des Turmes und des Chores, konnte aber erst 1887 erfolgen. Das heutige Gotteshaus wurde im Stil der Neuromanik erbaut und von Bischof Daniel Wilhelm Sommerwerck am 19. Mai 1889 konsekriert.
Bis 1910 stieg in Sorsum die Bevölkerung auf 741 Einwohner an, die nahezu alle katholisch waren. Nach dem Zweiten Weltkrieg vergrößerte sich Sorsum durch den Zuzug von Heimatvertriebenen nochmals erheblich. Im Jahre 1955 waren rund 1800 Einwohner gemeldet, davon waren 1210 katholisch. 
Im Jahre 2010 fusionierten die Kirchengemeinden St. Martinus in Himmelsthür, St. Kunibert in Sorsum, St. Martinus in Emmerke und Heilige Familie in Escherde und bilden die neue Pfarrgemeinde St. Martinus Hildesheim – Katholische Kirche im „GüldenenWinkel“. St. Kunibert ist seitdem eine Filialkirche von St. Martinus in Himmelsthür.

## Architektur und Ausstattung
Die geostete, im neuromanischen Stil erbaute Kirche befindet sich in rund 102 Meter Höhe über dem Meeresspiegel auf dem Grundstück Sorsumer Hauptstraße 36. Die Ausmalung erfolgte von 1894 bis 1896 durch den Historienmaler Eltermann. Die Decke zeigt, nach dem Vorbild der Hildesheimer Michaeliskirche, den „Stammbaum Christi“. Das Kruzifix, die Mutter Gottes und die Josephstatue aus dem Jahre 1940 stammen von dem Oberammergauer Bildschnitzer Schicher.

## Epitaph

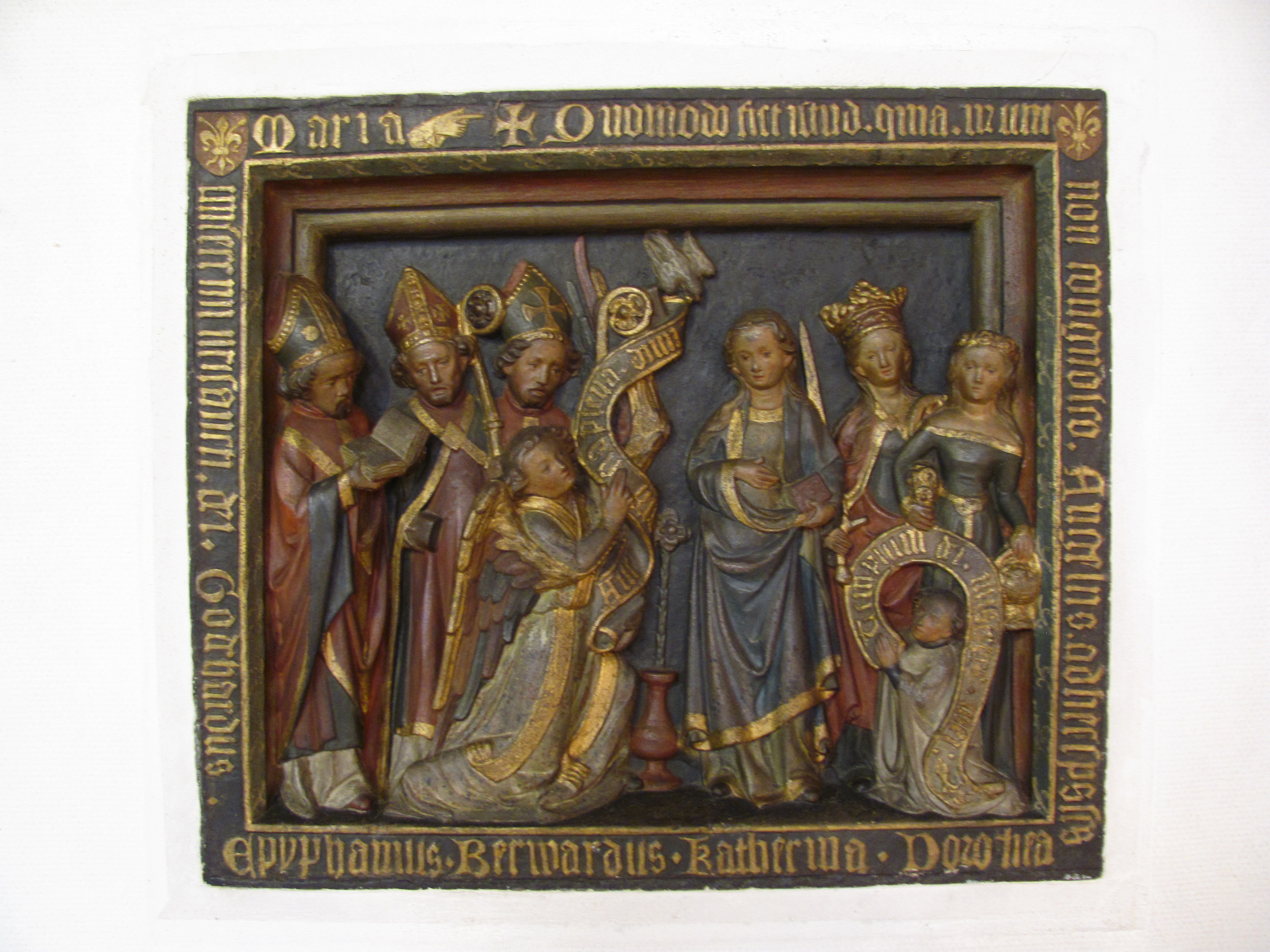
Relief

Das Sandsteinrelief stammt aus der Zeit um 1400 und befindet sich vor dem Marienaltar. Dargestellt werden außer der Verkündigung Mariens mit einer Stifterfigur, die heiligen Bischöfe Bernward, Godehard und Epiphanius sowie die Heilige Katharina und die Heilige Dorothea.

## Glocken
Im Zweiten Weltkrieg wurden die Glocken aus Bronze, darunter eine aus dem Jahre 1690, vom Reichswirtschaftsministerium konfisziert, um eingeschmolzen in der Rüstungsindustrie Verwendung zu finden. 1952 erhielt die St. Kunibert drei neue Bronzeglocken, die der Mutter Gottes, dem Heiligen Antonius und dem Heiligen Kunibert geweiht wurden. Ein Jahr später wurde das Geläut durch eine vierte Glocke vervollständigt. Sie wurde dem Gedenken an die Kriegsgefallenen gewidmet.